# بايلوت وينغز ريسورت
بايلوت وينغز ريسورت (بالإنجليزية: Pilotwings Resort)‏ (باليابانية: パイロットウイングス リゾート) ، هي لعبة فيديو من نوع محاكاة الطيران ، أنتجها شركة نينتندو سنة 2011م ، وأعيد إصدارها لمتجرها الخاص لنظام لعبة نينتندو 3دي إس عام 2012م ، وهي لعبة محاكاة الطيران المخصصة لكل الأعمار.

## مصدر
1. ↑  More 3DS Download Titles Coming To Japan's eShop - Nintendo Life نسخة محفوظة 27 سبتمبر 2017 على موقع واي باك مشين.

## وصلات خارجية
- Nintendo's official E3 website featuring the Nintendo 3DS and its initial games
- Pilotwings Resort Official Website (US)